# King & Prince
- King & Prince
- King&Prince

King & Prince（キング アンド プリンス）は、日本の男性アイドルグループ。
所属事務所はKing & Prince株式会社で、STARTO ENTERTAINMENTとエージェント契約を結んでいる。所属レコードレーベルはProject K&P。愛称は「キンプリ」。
旧グループ名はMr.King vs Mr.Prince（ミスターキング ブイエス ミスタープリンス）。
ジャニーズ事務所元社長のジャニー喜多川が、生涯最後にデビューさせたグループである。

## メンバー
プロフィール出典
| 名前                          | 生年月日              | 血液型 | 出身地   | メンバーカラー   |
| ----------------------------- | --------------------- | ------ | -------- | ---------------- |
| 永瀬 廉 （ながせ れん）       | 1999年1月23日（26歳） | O型    | 東京都   | 漆黒             |
| 髙橋 海人 （たかはし かいと） | 1999年4月3日（26歳）  | A型    | 神奈川県 | ひまわりイエロー |

### 元メンバー
| 名前                              | 生年月日               | 血液型 | 出身地 | メンバーカラー   | 備考                                                            |
| --------------------------------- | ---------------------- | ------ | ------ | ---------------- | --------------------------------------------------------------- |
| 岩橋 玄樹 （いわはし げんき）     | 1996年12月17日（28歳） | O型    | 東京都 | 濃いピンク       | 2018年11月から休養。2021年3月31日をもって脱退。                 |
| 平野 紫耀 （ひらの しょう）       | 1997年1月29日（28歳）  | O型    | 愛知県 | 真紅（深紅）     | 2023年5月22日をもって脱退。同年10月15日よりNumber_iとして活動。 |
| 岸 優太 （きし ゆうた）           | 1995年9月29日（29歳）  | A型    | 埼玉県 | 紫               | 2023年5月22日をもって脱退。同年10月15日よりNumber_iとして活動。 |
| 神宮寺 勇太 （じんぐうじ ゆうた） | 1997年10月30日（27歳） | O型    | 千葉県 | ターコイズブルー | 2023年5月22日をもって脱退。同年10月15日よりNumber_iとして活動。 |

## 経歴

### 2015年 - 2017年：ジュニア時代、Mr.King vs Mr.Prince
2015年4月24日 - 6月1日にシアタークリエで開催された公演『ジャニーズ銀座2015』にて、4月24日 - 26日・5月30日 - 6月1日の公演を、この6人が抜擢され座長公演を務めたのが、最初となる。その時は、出演者欄はこの6名での連名で表記され、グループ名等の表記はされなかった。また、4月26日の昼公演の当日券が、4枚しか販売されなかったのに対し、抽選で決まる若干数の当日券を求めて1000人以上が列を作ったことで話題となった。
2015年6月5日にMr.King vs Mr.Princeとして結成され、同時にテレビ朝日のイベント『テレビ朝日・六本木ヒルズ 夏祭り SUMMER STATION』の応援サポーター就任が発表される。グループ名は会見2時間前にジャニーズ事務所社長（当時）であるジャニー喜多川が決め、平野紫耀・永瀬廉・髙橋海人の3人からなる「Mr.King」と、岸優太・岩橋玄樹・神宮寺勇太の3人からなる「Mr.Prince」の2つのユニットがグループ内に存在し、「“王とプリンスの戦い”が意味するとおり、それぞれが火花を散らし、切磋琢磨していく」という意味が込められている。イベントの公式テーマソングには「サマー・ステーション」が選曲され、7月17日に東京ドームで行われたマツダオールスターゲーム2015（第1戦）試合前イベントにて初披露された。
結成当初は期間限定グループとされていたが、2015年8月20日に活動の継続が正式に発表され、翌21日の音楽番組『ミュージックステーション』生放送にて「サマー・ステーション」がテレビ番組で初披露された。
2016年以降はそれぞれ『Mr.KING』『Prince』の2つのユニットに分かれて活動。しかし2017年夏開催のコンサート『サマステ 〜君たちが〜KING'S TREASURE』で6人が揃ったのを機に、9月に平野を中心にメンバーが6人でのデビューを社長に直談判した。

#### King & Princeの結成
CDデビューに際し社長のジャニー喜多川は、『いつデビューできるの？』という本人達からの直談判と、『6人でデビューしたい』との2つのグループの「合流」という「2つの驚きがあった。」と答えている。2組に分かれて高め合う姿を見てきたジャニー社長は、『6人でやるとは絶対、思わなかった。そのような発想が無かった。なんで「3、3」で、きちっとやっているのに6人で集まらないといけないのか?』と自身の考えに合流は無かったと答えている。
マスコミによる「デビュー打ち止め」の噂から、神宮寺はデビュー最有力と言われても『もう難しいと思っていた』そうだが、メンバーも直訴までには議論を重ねた。不安もありながらも、平野は『デビューして「もっと有名になりたい。もっと大きな規模で」という気持ちが強くなり、2017年9月に平野本人より『（デビューしたいと）言いに行かない?』とメンバーに告白した。その際、永瀬と岸は『まだ早いんじゃないか?』と思っていたが、その後6人で何度も食事に行って話し合い、今の6人で改めて気持ちを一つにして『デビューしたい、と考えが変わり気持ちを伝えた』と葛藤があったことも打ち明けた。また6人は、ジャニー社長に嫌われたら、全員事務所を辞める覚悟で直談判に行ったそうである。後日、平野はグループの公式インスタグラムにて、デビューについてジャニーと相談した際「（平野は）ソロがいいのでは？」と言われたが、平野は「（平野を含めた）6人での活動しか想像できなかった」とし、その思いをジャニーに述べた、と記している。

### 2018年 - 2021年：CDデビュー、紅白歌合戦初出場、岩橋活動休止・脱退
2018年1月17日、ユニバーサルミュージックの新社屋にて会見が行われ、ジャニーズ事務所とユニバーサルミュージックが初のタッグを組んだ新レーベル・Johnnys’Universe（ジャニーズ・ユニバース）が設立され、その第一弾アーティストとしてCDデビューすることが発表された。これに伴い、「6人一緒に」という意味を込め、グループ名をKing & Princeに改める。また、当グループで最年長の岸がリーダーに就任したことも併せて発表された。なお、今後もMr.KINGとPrinceはそれぞれのユニット活動を続ける可能性があるとされた。
2月1日、CDデビューより先にファンクラブが発足される。5月16日からは東京・原宿に期間限定で『King & Prince』のスペシャルストア「King & Prince SWEET GARDEN」がオープン。5月26日には都内でデビューイベントが行われ、ファンネームが「ティアラ」に決定した（命名は岩橋玄樹、男性ファンのファンネームは「オスティアラ」）。
5月23日発売のデビューシングル『シンデレラガール』は発売初日に31.8万枚を売り上げ、オリコンデイリーシングルランキングで初登場1位を記録。その後ウィークリーランキングでも1位を記録した。また、音楽ソフト（シングル、アルバム、ミュージックDVD、ミュージックBlu-ray Disc）においても総売上で2018年の上半期8.7億円を記録し、「オリコン上半期ランキング2018」で新設されたアーティスト別セールス部門の新人ランキング1位を記録した。
10月26日、メンバーの岩橋がパニック障害の治療に専念するため、11月初旬から一定期間の休養に入ることが発表される。そのため、12月31日の『第69回NHK紅白歌合戦』には活動休止中の岩橋を除く5名で初出演した。
2019年2月17日、3枚目のシングル『君を待ってる』から岩橋の一部活動再開を発表。しかし同月28日、一部活動再開発表後に「再度不安定な状況に陥った」ことから活動再開は見送られ、『君を待ってる』は岩橋を除く5人でレコーディングし直すために、発売日は2019年3月20日から4月3日へと延期された。
ジャニーズ事務所所属グループによる新型コロナウイルス感染拡大防止の支援活動『Smile Up! Project』の一環として、2020年5月13日に結成が発表された75名の期間限定ユニット「Twenty★Twenty」に参加。同年8月12日にシングル『smile』を発売する。
2021年3月29日、本人からの申し出により、2018年11月から療養中の岩橋が2021年3月末をもってグループを脱退、合わせて同事務所を退所することが発表された。

### 2021年 - 2023年：公式SNS開設、初の地上波冠番組、4大ドームツアー開催、ミリオンセラー、岸・平野・神宮寺脱退
CDデビュー3周年となる2021年5月23日、午前5時23分にグループの公式Twitter・Instagramアカウント及びYouTubeチャンネルが開設され、1枚目のシングル『シンデレラガール』を皮切りに、同月30日まで連日、過去にリリースしたシングルのミュージックビデオのYouTube版が公開された。また、この日からグループ初の地上波冠番組『King & Princeる。』の放送も開始された。5月30日、グループ初のインスタライブが行われ、40万人以上が視聴した中で3枚目のアルバムリリースとツアーを発表した。
8月21日から8月22日まで日本テレビ系列で生放送された『24時間テレビ44「愛は地球を救う」』にて、メインパーソナリティーを務めた。
12月、2021年の日本国内のYouTube新チャンネル登録者数ランキングで、第3位（87.3万人）にランクインした。
2022年1月1日、冠番組『King & Princeる。』が元日スペシャルとして全国ネットで放送され、1月16日からはレギュラー放送も開始された。
4月2日からグループとしては初となる4大ドームツアー『King & Prince First DOME TOUR 2022 〜Mr.〜』を敢行。

#### 岸・平野・神宮寺の脱退
2022年11月4日、2023年5月22日をもって岸、平野、神宮寺のグループ脱退、合わせてジャニーズ事務所の退所を発表した。なお、5月23日以降は永瀬と髙橋の2人でグループを続ける。
永瀬は、自身のラジオのレギュラー番組『King & Prince 永瀬廉のRadio GARDEN』にて、通常の内容を変更し、2023年5月22日をもって5人組での活動を終了することを自らの言葉で報告した。永瀬は5人での活動継続を望み、3人を引き留めたものの、意思を変えることはできず、その後グループの解散も考えたが、今まで応援してくれたファンのために髙橋と2人でグループを残す選択をしたことを明かした。
この脱退発表を受け、先に脱退した岩橋は自身の公式インスタグラムにて、「2021年の3月末にジャニーズ事務所を退所したが、その時も人生で味わった事のない、寂しさ、怖さ、そして勇気と覚悟があり、そんな人生の大切な決断をした3人や、3人の意見を尊重しそしてKing & Princeの名前を残してくれた2人にも本当に誇りに思う。」と、自身の思いを発表した。
脱退発表後の11月9日に発売された11枚目シングル『ツキヨミ/彩り』は、12月4日付「オリコンデイリーシングルランキング」で、累計売り上げ100.1万枚を記録し、自身初となるミリオンを達成。また、12月22日に発表されたオリコン年間シングルランキングでも、2022年度唯一のミリオン達成となる期間内売上107.5万枚で1位を獲得した。さらに、2023年2月22日に発売された12枚目シングル『Life goes on/We are young』は、2023年3月6日付の「オリコン週間シングルランキング」で初週103.2万枚を売り上げ、2作連続のミリオンと自身初の初週ミリオンを達成した。
4月19日、初のベスト・アルバムで5人体制最後の作品となる『Mr.5』を発売。初週120.4万枚を売り上げ、アルバム作品でも自身初となるミリオンを達成した。
5人体制最後の日となる5月22日、公式SNSを更新し、5人が笑顔で寄り添うショットを公開。5人はそれぞれブログも更新したが、反響が大きすぎたため会員サイトが一時サーバーダウンに陥る。公式YouTubeの総視聴回数はこの日までに10億回を突破した。

### 2023年 - ：2人体制での始動、King ＆ Prince株式会社設立
デビュー5周年となる5月23日、YouTubeチャンネルなどで永瀬と髙橋が生配信を行い、2人体制での活動を開始。6月21日には2人体制初の作品となる13枚目シングル『なにもの』、8月16日には5枚目のアルバム『ピース』を発売し、いずれもオリコンランキングで初登場1位を獲得した。年末に発表された「第56回オリコン年間ランキング2023」では、「作品別売上数部門」のシングル・アルバム・合算アルバム・DVDランキング、および「アーティスト別セールス部門」のトータルランキング・音楽ソフトランキングで年間1位を獲得。期間内売上は218.6億円で、2019年度の嵐以来4年ぶり史上5組目となる期間内売上200億円超えを達成した。
12月31日には『King & Princeとおおみそか』を生配信。「あそぶ」、「ふりかえる」、「としこす」の3部に分けて配信され、公式YouTubeで生配信された1部の「あそぶ」では配信冒頭で3万6千個のパーツでドミノ倒しをすることを発表。開始直後から公式X（旧Twitter）のトレンドで「＃KPとおおみそか＿あそぶ」が1位を獲得し、同時視聴者数は14万人を超えた。その後2部の「ふりかえる」は会員サイトで動画を公開、3部の「としこす」はFAMILY CULB onlineにて生配信された。
2024年5月23日にCDデビュー6周年を迎えることを記念し、『halfmoon/moooove!!』の全収録楽曲と、2023年発売のベストアルバム『Mr.5』の全収録楽曲のデジタル配信・サブスクリプションが解禁された。同日、ファンクラブサイトに動画を投稿し、グループとしての新会社「King ＆ Prince株式会社」を設立したことと、STARTO ENTERTAINMENTとグループとしてエージェント契約を結んだことをそれぞれ発表した。同社は2人が共同で代表取締役社長を務め、株主も2人だけという。

## 記録
シングルの連続初週売上記録
デビュー（1st）シングル『シンデレラガール』から17thシングル『What We Got 〜奇跡はきみと〜/I Know』まで17作連続初週30万枚超えを記録し、「デビュー（1st）シングルからの連続初週売上30万枚超え作品数」で歴代1位となる。
音楽映像作品の連続初週売上記録
1st音楽映像作品『King & Prince First Concert Tour 2018』から4th音楽映像作品『King & Prince CONCERT TOUR 2021 〜Re:Sense〜』まで4作連続DVD・BD合計初週売上が20万枚超えを、史上初の達成。

## 受賞歴
2018年
- Yahoo!検索大賞2018 「大賞」 / 「アイドル部門賞」（2冠）
- 第33回日本ゴールドディスク大賞「ニュー・アーティスト・オブ・ザ・イヤー」邦楽部門

2019年
- GQ MEN OF THE YEAR 2019「ポップ・アイコンズ・オブ・ザ・イヤー賞」

2021年
- 2021年 with OL大賞「2021 OL大賞オブザイヤー」 / 「一緒に働きたいチーム賞」（2冠）
- ＃Twitterトレンド大賞「急上昇アカウント部門賞」

2022年
- ＃Twitterトレンド大賞「ニュース部門賞」：キンプリ
- 第55回 オリコン年間ランキング 2022「作品別売上数部門」シングルランキング1位：『ツキヨミ/彩り』

2023年
- 第37回日本ゴールドディスク大賞
  - 「シングル・オブ・ザ・イヤー」（邦楽）：『ツキヨミ/彩り』

- オリコン上半期ランキング2023
  - 「アーティスト別セールス部門」トータルランキング1位
  - 「作品別売上数部門」7冠達成
    - シングルランキング1位・合算シングルランキング1位：『Life goes on/We are young』
    - アルバムランキング1位・合算アルバムランキング1位：『Mr.5』
    - DVDランキング1位・Blu-ray Discランキング1位・ミュージックDVD・BD1位：『King & Prince First DOME TOUR 2022 〜Mr.〜』

- オリコン年間ランキング2023
  - 「アーティスト別セールス部門」トータルランキング・音楽ソフトランキング1位
  - 「作品別売上数部門」4冠達成
    - シングルランキング1位：『Life goes on/We are young』
    - アルバムランキング・合算アルバムランキング1位：『Mr.5』
    - DVDランキング1位『King & Prince First DOME TOUR 2022 〜Mr.〜』

2024年
- 第38回 日本ゴールドディスク大賞
  - アルバム・オブ・ザ・イヤー（邦楽）：『Mr.5』
  - シングル・オブ・ザ・イヤー（邦楽）：『Life goes on/We are young』

- オリコン令和ランキング（令和元年〜5年）「アーティスト別セールス部門」音楽ソフトランキング1位

## ディスコグラフィ
順位はオリコン週間ランキング、Billboard Japan Hot 100最高位を示す。GD認定は日本レコード協会からのゴールドディスク認定を示し、日本レコード協会公式サイトの「ゴールドディスク認定検索」で、アーティスト名に「King & Prince」を含む作品の検索結果をもとに記述。

### シングル
|          | 体制 | 発売日         | タイトル                            | 販売形態   | 販売形態             | 規格品番  | 順位       | 順位 | 初週売上  | GD認定           | 初収録アルバム |
| オリコン | 体制 | 発売日         | タイトル                            | 販売形態   | 販売形態             | 規格品番  | JPN Hot100 |      | 初週売上  | GD認定           | 初収録アルバム |
| -------- | ---- | -------------- | ----------------------------------- | ---------- | -------------------- | --------- | ---------- | ---- | --------- | ---------------- | -------------- |
| 1st      | 6人  | 2018年5月23日  | シンデレラガール                    | CD+DVD     | 初回限定盤A          | UPCJ-9001 | 1位        | 1位  | 57.7万枚  | ミリオン         | King & Prince  |
| 1st      | 6人  | 2018年5月23日  | シンデレラガール                    | CD+DVD     | 初回限定盤B          | UPCJ-9002 | 1位        | 1位  | 57.7万枚  | ミリオン         | King & Prince  |
| 1st      | 6人  | 2018年5月23日  | シンデレラガール                    | CD         | K盤                  | PDCJ-5101 | 1位        | 1位  | 57.7万枚  | ミリオン         | King & Prince  |
| 1st      | 6人  | 2018年5月23日  | シンデレラガール                    | CD         | P盤                  | PDCJ-5102 | 1位        | 1位  | 57.7万枚  | ミリオン         | King & Prince  |
| 1st      | 6人  | 2018年5月23日  | シンデレラガール                    | CD         | 通常盤               | UPCJ-5001 | 1位        | 1位  | 57.7万枚  | ミリオン         | King & Prince  |
| 2nd      | 6人  | 2018年10月10日 | Memorial                            | CD+DVD     | 初回限定盤A          | UPCJ-9003 | 1位        | 1位  | 40.1万枚  | ダブル・プラチナ | King & Prince  |
| 2nd      | 6人  | 2018年10月10日 | Memorial                            | CD+DVD     | 初回限定盤B          | UPCJ-9004 | 1位        | 1位  | 40.1万枚  | ダブル・プラチナ | King & Prince  |
| 2nd      | 6人  | 2018年10月10日 | Memorial                            | CD         | 通常盤               | UPCJ-5002 | 1位        | 1位  | 40.1万枚  | ダブル・プラチナ | King & Prince  |
| 3rd      | 5人  | 2019年4月3日   | 君を待ってる                        | CD+DVD     | 初回限定盤A          | UPCJ-9005 | 1位        | 1位  | 39.1万枚  | ダブル・プラチナ | King & Prince  |
| 3rd      | 5人  | 2019年4月3日   | 君を待ってる                        | CD+DVD     | 初回限定盤B          | UPCJ-9006 | 1位        | 1位  | 39.1万枚  | ダブル・プラチナ | King & Prince  |
| 3rd      | 5人  | 2019年4月3日   | 君を待ってる                        | CD         | 通常盤               | UPCJ-5003 | 1位        | 1位  | 39.1万枚  | ダブル・プラチナ | King & Prince  |
| 4th      | 5人  | 2019年8月28日  | koi-wazurai                         | CD+DVD     | 初回限定盤A          | UPCJ-9011 | 1位        | 1位  | 39.9万枚  | ダブル・プラチナ | L&             |
| 4th      | 5人  | 2019年8月28日  | koi-wazurai                         | CD+DVD     | 初回限定盤B          | UPCJ-9012 | 1位        | 1位  | 39.9万枚  | ダブル・プラチナ | L&             |
| 4th      | 5人  | 2019年8月28日  | koi-wazurai                         | CD         | 通常盤               | UPCJ-5004 | 1位        | 1位  | 39.9万枚  | ダブル・プラチナ | L&             |
| 5th      | 5人  | 2020年6月10日  | Mazy Night                          | CD+DVD     | 初回限定盤A          | UPCJ-9013 | 1位        | 1位  | 51.8万枚  | ダブル・プラチナ | L&             |
| 5th      | 5人  | 2020年6月10日  | Mazy Night                          | CD+DVD     | 初回限定盤B          | UPCJ-9014 | 1位        | 1位  | 51.8万枚  | ダブル・プラチナ | L&             |
| 5th      | 5人  | 2020年6月10日  | Mazy Night                          | CD         | 通常盤               | UPCJ-5005 | 1位        | 1位  | 51.8万枚  | ダブル・プラチナ | L&             |
| 6th      | 5人  | 2020年12月16日 | I promise                           | CD+DVD     | 初回限定盤A          | UPCJ-9017 | 1位        | 1位  | 56.7万枚  | ダブル・プラチナ | Re:Sense       |
| 6th      | 5人  | 2020年12月16日 | I promise                           | CD+DVD     | 初回限定盤B          | UPCJ-9018 | 1位        | 1位  | 56.7万枚  | ダブル・プラチナ | Re:Sense       |
| 6th      | 5人  | 2020年12月16日 | I promise                           | CD         | 通常盤               | UPCJ-5006 | 1位        | 1位  | 56.7万枚  | ダブル・プラチナ | Re:Sense       |
| 7th      | 5人  | 2021年5月19日  | Magic Touch/Beating Hearts          | CD+DVD     | 初回限定盤A          | UPCJ-9019 | 1位        | 1位  | 46.4万枚  | ダブル・プラチナ | Re:Sense       |
| 7th      | 5人  | 2021年5月19日  | Magic Touch/Beating Hearts          | CD+DVD     | 初回限定盤B          | UPCJ-9020 | 1位        | 1位  | 46.4万枚  | ダブル・プラチナ | Re:Sense       |
| 7th      | 5人  | 2021年5月19日  | Magic Touch/Beating Hearts          | CD         | 通常盤               | UPCJ-5007 | 1位        | 1位  | 46.4万枚  | ダブル・プラチナ | Re:Sense       |
| 8th      | 5人  | 2021年10月6日  | 恋降る月夜に君想ふ                  | CD+DVD     | 初回限定盤A          | UPCJ-9024 | 1位        | 1位  | 44.2万枚  | ダブル・プラチナ | Made in        |
| 8th      | 5人  | 2021年10月6日  | 恋降る月夜に君想ふ                  | CD+DVD     | 初回限定盤B          | UPCJ-9025 | 1位        | 1位  | 44.2万枚  | ダブル・プラチナ | Made in        |
| 8th      | 5人  | 2021年10月6日  | 恋降る月夜に君想ふ                  | CD         | 通常盤               | UPCJ-5008 | 1位        | 1位  | 44.2万枚  | ダブル・プラチナ | Made in        |
| 9th      | 5人  | 2022年4月13日  | Lovin' you/踊るように人生を。       | CD+DVD     | 初回限定盤A          | UPCJ-9026 | 1位        | 1位  | 46.6万枚  | ダブル・プラチナ | Made in        |
| 9th      | 5人  | 2022年4月13日  | Lovin' you/踊るように人生を。       | CD+DVD     | 初回限定盤B          | UPCJ-9027 | 1位        | 1位  | 46.6万枚  | ダブル・プラチナ | Made in        |
| 9th      | 5人  | 2022年4月13日  | Lovin' you/踊るように人生を。       | CD         | 通常盤               | UPCJ-9028 | 1位        | 1位  | 46.6万枚  | ダブル・プラチナ | Made in        |
| 10th     | 5人  | 2022年9月14日  | TraceTrace                          | CD+DVD     | 初回限定盤A          | UPCJ-9032 | 1位        | 1位  | 50.1万枚  | ダブル・プラチナ | Mr.5           |
| 10th     | 5人  | 2022年9月14日  | TraceTrace                          | CD+DVD     | 初回限定盤B          | UPCJ-9033 | 1位        | 1位  | 50.1万枚  | ダブル・プラチナ | Mr.5           |
| 10th     | 5人  | 2022年9月14日  | TraceTrace                          | CD         | 通常盤               | UPCJ-9034 | 1位        | 1位  | 50.1万枚  | ダブル・プラチナ | Mr.5           |
| 11th     | 5人  | 2022年11月9日  | ツキヨミ/彩り                       | CD+DVD     | 初回限定盤A          | UPCJ-9035 | 1位        | 1位  | 79.2万枚  | ミリオン         | Mr.5           |
| 11th     | 5人  | 2022年11月9日  | ツキヨミ/彩り                       | CD+DVD     | 初回限定盤B          | UPCJ-9036 | 1位        | 1位  | 79.2万枚  | ミリオン         | Mr.5           |
| 11th     | 5人  | 2022年11月9日  | ツキヨミ/彩り                       | CD+DVD     | Dear Tiara盤         | PROJ-5902 | 1位        | 1位  | 79.2万枚  | ミリオン         | Mr.5           |
| 11th     | 5人  | 2022年11月9日  | ツキヨミ/彩り                       | CD         | 通常盤               | UPCJ-9037 | 1位        | 1位  | 79.2万枚  | ミリオン         | Mr.5           |
| 12th     | 5人  | 2023年2月22日  | Life goes on/We are young           | CD+DVD     | 初回限定盤A          | UPCJ-9038 | 1位        | 1位  | 103.2万枚 | ミリオン         | Mr.5           |
| 12th     | 5人  | 2023年2月22日  | Life goes on/We are young           | CD+DVD     | 初回限定盤B          | UPCJ-9039 | 1位        | 1位  | 103.2万枚 | ミリオン         | Mr.5           |
| 12th     | 5人  | 2023年2月22日  | Life goes on/We are young           | CD+DVD     | Dear Tiara盤         | PROJ-5903 | 1位        | 1位  | 103.2万枚 | ミリオン         | Mr.5           |
| 12th     | 5人  | 2023年2月22日  | Life goes on/We are young           | CD         | 通常盤               | UPCJ-9040 | 1位        | 1位  | 103.2万枚 | ミリオン         | Mr.5           |
| 13th     | 2人  | 2023年6月21日  | なにもの                            | CD+DVD     | 初回限定盤A          | UPCJ-9043 | 1位        | 2位  | 54.4万枚  | ダブル・プラチナ | ピース         |
| 13th     | 2人  | 2023年6月21日  | なにもの                            | CD+DVD     | 初回限定盤B          | UPCJ-9044 | 1位        | 2位  | 54.4万枚  | ダブル・プラチナ | ピース         |
| 13th     | 2人  | 2023年6月21日  | なにもの                            | CD+DVD     | Dear Tiara盤         | PROJ-5904 | 1位        | 2位  | 54.4万枚  | ダブル・プラチナ | ピース         |
| 13th     | 2人  | 2023年6月21日  | なにもの                            | CD         | 通常盤               | UPCJ-9045 | 1位        | 2位  | 54.4万枚  | ダブル・プラチナ | ピース         |
| 14th     | 2人  | 2023年11月8日  | 愛し生きること/MAGIC WORD           | CD+DVD     | 初回限定盤A          | UPCJ-9049 | 1位        | 3位  | 34.8万枚  | プラチナ         | Re:ERA         |
| 14th     | 2人  | 2023年11月8日  | 愛し生きること/MAGIC WORD           | CD+DVD     | 初回限定盤B          | UPCJ-9050 | 1位        | 3位  | 34.8万枚  | プラチナ         | Re:ERA         |
| 14th     | 2人  | 2023年11月8日  | 愛し生きること/MAGIC WORD           | CD         | 通常盤（初回プレス） | UPCJ-9051 | 1位        | 3位  | 34.8万枚  | プラチナ         | Re:ERA         |
| 14th     | 2人  | 2023年11月8日  | 愛し生きること/MAGIC WORD           | CD         | 通常盤               | UPCJ-5014 | 1位        | 3位  | 34.8万枚  | プラチナ         | Re:ERA         |
| 14th     | 2人  | 2023年11月8日  | 愛し生きること/MAGIC WORD           | CD         | Dear Tiara盤         | PROJ-5906 | 1位        | 3位  | 34.8万枚  | プラチナ         | Re:ERA         |
| 15th     | 2人  | 2024年5月23日  | halfmoon/moooove!!                  | CD+DVD     | 初回限定盤A          | UPCJ-9052 | 1位        | 1位  | 30.5万枚  | プラチナ         | Re:ERA         |
| 15th     | 2人  | 2024年5月23日  | halfmoon/moooove!!                  | CD+DVD     | 初回限定盤B          | UPCJ-9053 | 1位        | 1位  | 30.5万枚  | プラチナ         | Re:ERA         |
| 15th     | 2人  | 2024年5月23日  | halfmoon/moooove!!                  | CD+DVD     | Dear Tiara盤         | PROJ-5907 | 1位        | 1位  | 30.5万枚  | プラチナ         | Re:ERA         |
| 15th     | 2人  | 2024年5月23日  | halfmoon/moooove!!                  | CD         | 通常盤（初回プレス） | UPCJ-9054 | 1位        | 1位  | 30.5万枚  | プラチナ         | Re:ERA         |
| 16th     | 2人  | 2025年3月12日  | HEART                               | CD+DVD     | 初回限定盤A          | UPCJ-9058 | 1位        | 1位  | 31.7万枚  | プラチナ         | 未収録         |
| 16th     | 2人  | 2025年3月12日  | HEART                               | CD+DVD     | 初回限定盤B          | UPCJ-9059 | 1位        | 1位  | 31.7万枚  | プラチナ         | 未収録         |
| 16th     | 2人  | 2025年3月12日  | HEART                               | CD+DVD     | Dear Tiara盤         | PROJ-5909 | 1位        | 1位  | 31.7万枚  | プラチナ         | 未収録         |
| 16th     | 2人  | 2025年3月12日  | HEART                               | CD+Blu-ray | Dear Tiara盤         | PROJ-5910 | 1位        | 1位  | 31.7万枚  | プラチナ         | 未収録         |
| 16th     | 2人  | 2025年3月12日  | HEART                               | CD         | 通常盤（初回プレス） | UPCJ-9060 | 1位        | 1位  | 31.7万枚  | プラチナ         | 未収録         |
| 17th     | 2人  | 2025年8月6日   | What We Got 〜奇跡はきみと〜/I Know | CD+DVD     | 初回限定盤A          | UPCJ-9061 | 1位        | 1位  | 32.0万枚  |                  | 未収録         |
| 17th     | 2人  | 2025年8月6日   | What We Got 〜奇跡はきみと〜/I Know | CD+DVD     | 初回限定盤B          | UPCJ-9062 | 1位        | 1位  | 32.0万枚  |                  | 未収録         |
| 17th     | 2人  | 2025年8月6日   | What We Got 〜奇跡はきみと〜/I Know | CD+DVD     | 初回限定LIVE盤       | UPCJ-9063 | 1位        | 1位  | 32.0万枚  |                  | 未収録         |
| 17th     | 2人  | 2025年8月6日   | What We Got 〜奇跡はきみと〜/I Know | CD         | 通常盤（初回プレス） | UPCJ-9064 | 1位        | 1位  | 32.0万枚  |                  | 未収録         |

### アルバム

#### オリジナル・アルバム
|     | 体制 | 発売日                                      | タイトル      | 販売形態 | 販売形態     | 規格品番     | 順位 | 初週売上 | GD認定           |
| --- | ---- | ------------------------------------------- | ------------- | -------- | ------------ | ------------ | ---- | -------- | ---------------- |
| 1st | 5人  | 2019年6月19日                               | King & Prince | CD+BD    | 初回限定盤A  | UPCJ-9007    | 1位  | 46.8万枚 | ダブル・プラチナ |
| 1st | 5人  | 2019年6月19日                               | King & Prince | CD+DVD   | 初回限定盤A  | UPCJ-9008    | 1位  | 46.8万枚 | ダブル・プラチナ |
| 1st | 5人  | 2019年6月19日                               | King & Prince | 2CD      | 初回限定盤B  | UPCJ-9009/10 | 1位  | 46.8万枚 | ダブル・プラチナ |
| 1st | 5人  | 2019年6月19日                               | King & Prince | CD       | 通常盤       | UPCJ-1001    | 1位  | 46.8万枚 | ダブル・プラチナ |
| 2nd | 5人  | 2020年9月2日                                | L&            | CD+DVD   | 初回限定盤A  | UPCJ-9015    | 1位  | 55.5万枚 | ダブル・プラチナ |
| 2nd | 5人  | 2020年9月2日                                | L&            | CD+DVD   | 初回限定盤B  | UPCJ-9016    | 1位  | 55.5万枚 | ダブル・プラチナ |
| 2nd | 5人  | 2020年9月2日                                | L&            | CD       | 通常盤       | UPCJ-1002    | 1位  | 55.5万枚 | ダブル・プラチナ |
| 3rd | 5人  | 2021年7月21日                               | Re:Sense      | CD+DVD   | 初回限定盤A  | UPCJ-9021    | 1位  | 45.8万枚 | ダブル・プラチナ |
| 3rd | 5人  | 2021年7月21日                               | Re:Sense      | CD+DVD   | 初回限定盤B  | UPCJ-9022    | 1位  | 45.8万枚 | ダブル・プラチナ |
| 3rd | 5人  | 2021年7月21日                               | Re:Sense      | CD       | 通常盤       | UPCJ-9023    | 1位  | 45.8万枚 | ダブル・プラチナ |
| 4th | 5人  | 2022年6月29日                               | Made in       | CD+DVD   | 初回限定盤A  | UPCJ-9029    | 1位  | 48.6万枚 | ダブル・プラチナ |
| 4th | 5人  | 2022年6月29日                               | Made in       | CD+DVD   | 初回限定盤B  | UPCJ-9030    | 1位  | 48.6万枚 | ダブル・プラチナ |
| 4th | 5人  | 2022年6月29日                               | Made in       | CD       | 通常盤       | UPCJ-9031    | 1位  | 48.6万枚 | ダブル・プラチナ |
| 5th | 2人  | 2023年8月16日                               | ピース        | CD+DVD   | 初回限定盤A  | UPCJ-9046    | 1位  | 34.2万枚 | プラチナ         |
| 5th | 2人  | 2023年8月16日                               | ピース        | CD+DVD   | 初回限定盤B  | UPCJ-9047    | 1位  | 34.2万枚 | プラチナ         |
| 5th | 2人  | 2023年8月16日                               | ピース        | CD+DVD   | Dear Tiara盤 | PROJ-1921    | 1位  | 34.2万枚 | プラチナ         |
| 5th | 2人  | 2023年8月16日                               | ピース        | CD       | 通常盤       | UPCJ-9048    | 1位  | 34.2万枚 | プラチナ         |
| 6th | 2人  | 2024年10月14日（配信） 2024年12月11日（CD） | Re:ERA        | CD+DVD   | 初回限定盤A  | UPCJ-9055    | 1位  | 23.3万枚 | プラチナ         |
| 6th | 2人  | 2024年10月14日（配信） 2024年12月11日（CD） | Re:ERA        | CD+DVD   | 初回限定盤B  | UPCJ-9056    | 1位  | 23.3万枚 | プラチナ         |
| 6th | 2人  | 2024年10月14日（配信） 2024年12月11日（CD） | Re:ERA        | CD       | Dear Tiara盤 | PROJ-1926    | 1位  | 23.3万枚 | プラチナ         |
| 6th | 2人  | 2024年10月14日（配信） 2024年12月11日（CD） | Re:ERA        | CD       | 通常盤       | UPCJ-9057    | 1位  | 23.3万枚 | プラチナ         |

#### ベスト・アルバム
|     | 体制 | 発売日        | タイトル | 販売形態 | 販売形態     | 規格品番    | 順位 | 初週売上  | GD認定   |
| --- | ---- | ------------- | -------- | -------- | ------------ | ----------- | ---- | --------- | -------- |
| 1st | 5人  | 2023年4月19日 | Mr.5     | 2CD+DVD  | 初回限定盤A  | UPCJ-9041   | 1位  | 120.4万枚 | ミリオン |
| 1st | 5人  | 2023年4月19日 | Mr.5     | 2CD+DVD  | 初回限定盤B  | UPCJ-9042   | 1位  | 120.4万枚 | ミリオン |
| 1st | 5人  | 2023年4月19日 | Mr.5     | 2CD+DVD  | Dear Tiara盤 | PROJ-1920   | 1位  | 120.4万枚 | ミリオン |
| 1st | 5人  | 2023年4月19日 | Mr.5     | 2CD      | 通常盤       | UPCJ-1005/6 | 1位  | 120.4万枚 | ミリオン |

#### コンピレーション・アルバム
|     | 配信日        | タイトル                              | 販売形態               |
| --- | ------------- | ------------------------------------- | ---------------------- |
| 1st | 2024年8月5日  | King & Prince ON AIR Romantic         | デジタル・ダウンロード |
| 2nd | 2024年8月12日 | King & Prince ON AIR in the car       | デジタル・ダウンロード |
| 3rd | 2024年8月19日 | King & Prince ON AIR Sweet Dreams     | デジタル・ダウンロード |
| 4th | 2024年8月26日 | King & Prince ON AIR Fun & Happy Mood | デジタル・ダウンロード |
| 5th | 2025年4月25日 | SPOTLIGHT Remixes                     | デジタル・ダウンロード |

### 映像作品
総合はミュージックDVD・BDを示す。
|     | 体制 | 発売日         | タイトル                                     | 販売形態 | 販売形態   | 規格品番     | 順位                 | 初週売上                            | GD認定             |
| --- | ---- | -------------- | -------------------------------------------- | -------- | ---------- | ------------ | -------------------- | ----------------------------------- | ------------------ |
| 1st | 6人  | 2018年12月12日 | King & Prince First Concert Tour 2018        | 2DVD     | 通常盤     | UPBJ-1001/2  | DVD1位 BD1位 総合1位 | DVD11.1万枚 BD12.2万枚 合計23.3万枚 | プラチナ           |
| 1st | 6人  | 2018年12月12日 | King & Prince First Concert Tour 2018        | 2DVD     | 初回限定盤 | UPBJ-9001/2  | DVD1位 BD1位 総合1位 | DVD11.1万枚 BD12.2万枚 合計23.3万枚 | プラチナ           |
| 1st | 6人  | 2018年12月12日 | King & Prince First Concert Tour 2018        | BD       | 通常盤     | UPXJ-1001    | DVD1位 BD1位 総合1位 | DVD11.1万枚 BD12.2万枚 合計23.3万枚 | プラチナ           |
| 1st | 6人  | 2018年12月12日 | King & Prince First Concert Tour 2018        | 2BD      | 初回限定盤 | UPXJ-9001/2  | DVD1位 BD1位 総合1位 | DVD11.1万枚 BD12.2万枚 合計23.3万枚 | プラチナ           |
| 2nd | 5人  | 2020年1月15日  | King & Prince CONCERT TOUR 2019              | 2DVD     | 通常盤     | UPBJ-1003/4  | DVD1位 BD1位 総合1位 | DVD14.9万枚 BD16.9万枚 合計31.8万枚 | プラチナ           |
| 2nd | 5人  | 2020年1月15日  | King & Prince CONCERT TOUR 2019              | 2DVD     | 初回限定盤 | UPBJ-9003/4  | DVD1位 BD1位 総合1位 | DVD14.9万枚 BD16.9万枚 合計31.8万枚 | プラチナ           |
| 2nd | 5人  | 2020年1月15日  | King & Prince CONCERT TOUR 2019              | 2BD      | 通常盤     | UPXJ-1002/3  | DVD1位 BD1位 総合1位 | DVD14.9万枚 BD16.9万枚 合計31.8万枚 | プラチナ           |
| 2nd | 5人  | 2020年1月15日  | King & Prince CONCERT TOUR 2019              | 2BD      | 初回限定盤 | UPXJ-9003/4  | DVD1位 BD1位 総合1位 | DVD14.9万枚 BD16.9万枚 合計31.8万枚 | プラチナ           |
| 3rd | 5人  | 2021年2月24日  | King & Prince CONCERT TOUR 2020 〜L&〜       | 2DVD     | 通常盤     | UPBJ-1005/6  | DVD1位 BD1位 総合1位 | DVD12.8万枚 BD16.2万枚 合計29.0万枚 | プラチナ           |
| 3rd | 5人  | 2021年2月24日  | King & Prince CONCERT TOUR 2020 〜L&〜       | 2DVD     | 初回限定盤 | UPBJ-9005/6  | DVD1位 BD1位 総合1位 | DVD12.8万枚 BD16.2万枚 合計29.0万枚 | プラチナ           |
| 3rd | 5人  | 2021年2月24日  | King & Prince CONCERT TOUR 2020 〜L&〜       | 2BD      | 通常盤     | UPXJ-1004/5  | DVD1位 BD1位 総合1位 | DVD12.8万枚 BD16.2万枚 合計29.0万枚 | プラチナ           |
| 3rd | 5人  | 2021年2月24日  | King & Prince CONCERT TOUR 2020 〜L&〜       | 2BD      | 初回限定盤 | UPXJ-9005/6  | DVD1位 BD1位 総合1位 | DVD12.8万枚 BD16.2万枚 合計29.0万枚 | プラチナ           |
| 4th | 5人  | 2022年1月12日  | King & Prince CONCERT TOUR 2021 〜Re:Sense〜 | 2DVD     | 通常盤     | UPBJ-1007/8  | DVD1位 BD1位 総合1位 | DVD12.9万枚 BD17.8万枚 合計30.7万枚 | プラチナ           |
| 4th | 5人  | 2022年1月12日  | King & Prince CONCERT TOUR 2021 〜Re:Sense〜 | 2DVD     | 初回限定盤 | UPBJ-9007/8  | DVD1位 BD1位 総合1位 | DVD12.9万枚 BD17.8万枚 合計30.7万枚 | プラチナ           |
| 4th | 5人  | 2022年1月12日  | King & Prince CONCERT TOUR 2021 〜Re:Sense〜 | 2BD      | 通常盤     | UPXJ-1006/7  | DVD1位 BD1位 総合1位 | DVD12.9万枚 BD17.8万枚 合計30.7万枚 | プラチナ           |
| 4th | 5人  | 2022年1月12日  | King & Prince CONCERT TOUR 2021 〜Re:Sense〜 | 2BD      | 初回限定盤 | UPXJ-9007/8  | DVD1位 BD1位 総合1位 | DVD12.9万枚 BD17.8万枚 合計30.7万枚 | プラチナ           |
| 5th | 5人  | 2023年1月18日  | King & Prince First DOME TOUR 2022 〜Mr.〜   | 3DVD     | 通常盤     | UPBJ-1009/11 | DVD1位 BD1位 総合1位 | DVD24.9万枚 BD37.1万枚 合計62.0万枚 | トリプル・プラチナ |
| 5th | 5人  | 2023年1月18日  | King & Prince First DOME TOUR 2022 〜Mr.〜   | 3DVD     | 初回限定盤 | UPBJ-9009/11 | DVD1位 BD1位 総合1位 | DVD24.9万枚 BD37.1万枚 合計62.0万枚 | トリプル・プラチナ |
| 5th | 5人  | 2023年1月18日  | King & Prince First DOME TOUR 2022 〜Mr.〜   | 2BD      | 通常盤     | UPXJ-1008/9  | DVD1位 BD1位 総合1位 | DVD24.9万枚 BD37.1万枚 合計62.0万枚 | トリプル・プラチナ |
| 5th | 5人  | 2023年1月18日  | King & Prince First DOME TOUR 2022 〜Mr.〜   | 2BD      | 初回限定盤 | UPXJ-9009/10 | DVD1位 BD1位 総合1位 | DVD24.9万枚 BD37.1万枚 合計62.0万枚 | トリプル・プラチナ |
| 6th | 5人  | 2023年3月22日  | King & Prince ARENA TOUR 2022 〜Made in〜    | 2DVD     | 通常盤     | UPBJ-1012/3  | DVD1位 BD1位 総合1位 | DVD20.5万枚 BD32.3万枚 合計52.8万枚 | ダブル・プラチナ   |
| 6th | 5人  | 2023年3月22日  | King & Prince ARENA TOUR 2022 〜Made in〜    | 3DVD     | 初回限定盤 | UPBJ-9012/4  | DVD1位 BD1位 総合1位 | DVD20.5万枚 BD32.3万枚 合計52.8万枚 | ダブル・プラチナ   |
| 6th | 5人  | 2023年3月22日  | King & Prince ARENA TOUR 2022 〜Made in〜    | 2BD      | 通常盤     | UPXJ-1010/1  | DVD1位 BD1位 総合1位 | DVD20.5万枚 BD32.3万枚 合計52.8万枚 | ダブル・プラチナ   |
| 6th | 5人  | 2023年3月22日  | King & Prince ARENA TOUR 2022 〜Made in〜    | 2BD      | 初回限定盤 | UPXJ-9011/2  | DVD1位 BD1位 総合1位 | DVD20.5万枚 BD32.3万枚 合計52.8万枚 | ダブル・プラチナ   |
| 7th | 2人  | 2024年3月13日  | King & Prince LIVE TOUR 2023 〜ピース〜      | 3DVD     | 通常盤     | UPBJ-1014/5  | DVD1位 BD1位 総合1位 | DVD5.9万枚 BD9.9万枚 合計15.8万枚   | ゴールド           |
| 7th | 2人  | 2024年3月13日  | King & Prince LIVE TOUR 2023 〜ピース〜      | 3DVD     | 初回限定盤 | UPBJ-9015/7  | DVD1位 BD1位 総合1位 | DVD5.9万枚 BD9.9万枚 合計15.8万枚   | ゴールド           |
| 7th | 2人  | 2024年3月13日  | King & Prince LIVE TOUR 2023 〜ピース〜      | 2BD      | 通常盤     | UPXJ-1012/3  | DVD1位 BD1位 総合1位 | DVD5.9万枚 BD9.9万枚 合計15.8万枚   | ゴールド           |
| 7th | 2人  | 2024年3月13日  | King & Prince LIVE TOUR 2023 〜ピース〜      | 2BD      | 初回限定盤 | UPXJ-9013/4  | DVD1位 BD1位 総合1位 | DVD5.9万枚 BD9.9万枚 合計15.8万枚   | ゴールド           |

### ミュージックビデオ
| タイトル                        | タイトル                          | リンク      | 監督            | 初収録作品                          |
| ------------------------------- | --------------------------------- | ----------- | --------------- | ----------------------------------- |
| シンデレラガール                | Music Video                       | [ 動画 1 ]  | 渋江修平        | シンデレラガール                    |
| Memorial                        | Music Video                       | [ 動画 2 ]  | 渋江修平        | Memorial                            |
| 君を待ってる                    | Music Video                       | [ 動画 3 ]  | 須永秀明        | 君を待ってる                        |
| Naughty Girl                    | Music Video                       | [ 動画 4 ]  | 須永秀明        | King & Prince                       |
| Naughty Girl                    | Music Video メンバーソロ ver.     |             |                 | King & Prince                       |
| Naughty Girl                    | Music Video ダンス ver.           |             |                 | King & Prince                       |
| koi-wazurai                     | Music Video                       | [ 動画 5 ]  | 大久保拓朗      | koi-wazurai                         |
| koi-wazurai                     | Music Video ダンス ver.           |             |                 | koi-wazurai                         |
| Mazy Night                      | Music Video                       | [ 動画 6 ]  | 酒井伸太郎      | Mazy Night                          |
| Mazy Night                      | Music Video 1カットダンス ver.    |             |                 | Mazy Night                          |
| Mazy Night                      | Music Video メンバーソロ ver.     |             |                 | Mazy Night                          |
| &LOVE                           | Music Video                       | [ 動画 7 ]  | Hidenobu Tanabe | L&                                  |
| &LOVE                           | Music Video ダンス ver.           | [ 動画 8 ]  |                 | L&                                  |
| I promise                       | Music Video -Story ver.-          | [ 動画 9 ]  | 月川翔          | I promise                           |
| I promise                       | Music Video -Dance ver.-          | [ 動画 10 ] |                 | I promise                           |
| Magic Touch                     | Music Video                       | [ 動画 11 ] | 新保拓人        | Magic Touch/Beating Hearts          |
| Magic Touch                     | Music Video -Dance ver.-          | [ 動画 12 ] |                 | Magic Touch/Beating Hearts          |
| Beating Hearts                  | Music Video                       | [ 動画 13 ] | 白石剛浩        | Magic Touch/Beating Hearts          |
| 僕らのGreat Journey             | Music Video                       | [ 動画 14 ] |                 | Re:Sense                            |
| 僕らのGreat Journey             | Music Video 番外編                |             |                 | Re:Sense                            |
| Namae Oshiete                   | Music Video                       | [ 動画 15 ] |                 | Re:Sense                            |
| Namae Oshiete                   | Music Video -Dance ver.-          | [ 動画 16 ] |                 | Re:Sense                            |
| Namae Oshiete                   | Lyric Video                       | [ 動画 17 ] |                 | （YouTubeで公開）                   |
| 恋降る月夜に君想ふ              | Music Video                       | [ 動画 18 ] |                 | 恋降る月夜に君想ふ                  |
| 恋降る月夜に君想ふ              | Music Video -Dance ver.-          | [ 動画 19 ] |                 | （YouTubeで公開）                   |
| You are my hero                 | Special Movie                     | [ 動画 20 ] |                 | 恋降る月夜に君想ふ                  |
| You are my hero                 | Lyric Video                       | [ 動画 21 ] |                 | （YouTubeで公開）                   |
| Lovin' you                      | Music Video                       | [ 動画 22 ] | 加藤マニ        | Lovin' you/踊るように人生を。       |
| Lovin' you                      | Music Video ソロアングル映像      |             |                 | Lovin' you/踊るように人生を。       |
| 踊るように人生を｡               | Music Video                       | [ 動画 23 ] |                 | Lovin' you/踊るように人生を。       |
| 踊るように人生を｡               | Music Video -Dance ver.-          |             |                 | Lovin' you/踊るように人生を。       |
| ichiban                         | Music Video                       | [ 動画 24 ] |                 | Made in                             |
| ichiban                         | Music Video ソロアングルEdit      |             |                 | Made in                             |
| ichiban                         | Special Dance Clip                | [ 動画 25 ] |                 | Made in                             |
| Dream in                        | Music Video                       | [ 動画 26 ] |                 | （YouTubeで公開）                   |
| TraceTrace                      | Music Video                       | [ 動画 27 ] | 酒井伸太郎      | TraceTrace                          |
| TraceTrace                      | Music Video Dance ver.            | [ 動画 28 ] |                 | TraceTrace                          |
| ツキヨミ                        | Music Video                       | [ 動画 29 ] |                 | ツキヨミ/彩り                       |
| ツキヨミ                        | Music Video ソロアングルEdit      |             |                 | ツキヨミ/彩り                       |
| ツキヨミ                        | Special Dance Clip                |             |                 | ツキヨミ/彩り                       |
| 彩り                            | Music Video                       | [ 動画 30 ] |                 | ツキヨミ/彩り                       |
| 彩り                            | KP Cam Video                      |             |                 | ツキヨミ/彩り                       |
| 彩り                            | Music Video -Lip Sync ver.-       |             |                 | ツキヨミ/彩り                       |
| Life goes on                    | Music Video                       | [ 動画 31 ] |                 | Life goes on/We are young           |
| Life goes on                    | Music Video -Dance ver.-          |             |                 | Life goes on/We are young           |
| We are young                    | Music Video                       | [ 動画 32 ] |                 | Life goes on/We are young           |
| We are young                    | Music Video -Lip Sync Ver.-       |             |                 | Life goes on/We are young           |
| シンデレラガール 2023           | Music Video                       | [ 動画 33 ] | 酒井伸太郎      | Mr.5                                |
| シンデレラガール 2023           | Music Video -Dance ver.-          |             |                 | Mr.5                                |
| King & Prince, Queen & Princess | Music Video                       | [ 動画 34 ] |                 | Mr.5                                |
| King & Prince, Queen & Princess | Music Video -Live Recording ver.- |             |                 | Mr.5                                |
| なにもの                        | Music Video                       | [ 動画 35 ] | 瀬里義治        | なにもの                            |
| なにもの                        | Music Video -Lip Sync ver.-       |             |                 | なにもの                            |
| My Love Song                    | Music Video                       | [ 動画 36 ] | 瀬里義治        | ピース                              |
| My Love Song                    | Music Video -Dance ver.-          |             |                 | ピース                              |
| 愛し生きること                  | Music Video                       | [ 動画 37 ] | 戸塚富士丸      | 愛し生きること/MAGIC WORD           |
| 愛し生きること                  | Music Video -Lip Sync ver.-       |             |                 | 愛し生きること/MAGIC WORD           |
| MAGIC WORD                      | Music Video                       | [ 動画 38 ] |                 | 愛し生きること/MAGIC WORD           |
| MAGIC WORD                      | Music Video -Lip Sync ver.-       |             |                 | 愛し生きること/MAGIC WORD           |
| halfmoon                        | Music Video                       | [ 動画 39 ] |                 | halfmoon/moooove!!                  |
| halfmoon                        | Music Video -Lip Sync ver.-       |             |                 | halfmoon/moooove!!                  |
| moooove!!                       | Music Video                       | [ 動画 40 ] |                 | halfmoon/moooove!!                  |
| moooove!!                       | Music Video -Dance ver.-          |             |                 | halfmoon/moooove!!                  |
| moooove!!                       | Special Dance Clip                |             |                 | halfmoon/moooove!!                  |
| WOW                             | Music Video                       | [ 動画 41 ] |                 | Re:ERA                              |
| HEART                           | Music Video                       | [ 動画 42 ] |                 | HEART                               |
| HEART                           | Music Video -Dance ver.-          | [ 動画 43 ] |                 | HEART                               |
| What We Got 〜奇跡はきみと〜    | Music Video                       | [ 動画 44 ] |                 | What We Got 〜奇跡はきみと〜/I Know |
| I Know                          | Music Video                       | [ 動画 45 ] |                 | What We Got 〜奇跡はきみと〜/I Know |
| I Know                          | Performance ver.                  |             |                 | What We Got 〜奇跡はきみと〜/I Know |

### オリジナル曲
JASRAC公式サイトの「作品データベース検索サービス」で、アーティスト名に「Mr.King vs Mr.Prince」および「Mr.KING」「Prince」のみを含む楽曲の検索結果をもとに記述。CD化されていないもののみ記載する。
Mr.KING名義
- 情熱の色 - JASRAC作品コード：215-6921-5
- Beautiful world - JASRAC作品コード：231-3342-2

Prince名義
- For the Glory - JASRAC作品コード：221-8590-9

King & Prince名義
- We are King & Prince! - JASRAC作品コード：1M3-2173-4

## タイアップ
| 楽曲                        | タイアップ                                                               |
| --------------------------- | ------------------------------------------------------------------------ |
| シンデレラガール            | TBS系 火曜ドラマ『花のち晴れ〜花男 Next Season〜』主題歌                 |
| High On Love!               | 映画『ういらぶ。』主題歌                                                 |
| Memorial                    | 日本テレビ系 深夜ドラマ『部活、好きじゃなきゃダメですか?』主題歌         |
| 風に乗れ                    | CM：ベネッセ「進研ゼミ 小学講座・中学講座・高校講座」                    |
| 君を待ってる                | CM：UHA味覚糖「ぷっちょ」 CM：Yahoo!Japan「Yahoo!きせかえ」              |
| 君に ありがとう             | 映画『うちの執事が言うことには』主題歌                                   |
| Sha-la-laハジけるLove       | CM：大塚食品「ビタミン炭酸 MATCH」                                       |
| マホロバ                    | CM：UHA味覚糖「Sozaiのまんま コロッケのまんま」                          |
| Super Duper Crazy           | CM：ベネッセ「進研ゼミ 小学講座・中学講座」                              |
| koi-wazurai                 | 映画『かぐや様は告らせたい〜天才たちの恋愛頭脳戦〜』主題歌               |
| Winter Love Story           | CM：セブン-イレブン「2019年クリスマス」                                  |
| Mazy Night                  | 日本テレビ系 土曜ドラマ『未満警察 ミッドナイトランナー』主題歌           |
| Full Time Lover             | CM：UHA味覚糖「コロッケのまんま」                                        |
| Key of Heart                | 映画『弱虫ペダル』主題歌                                                 |
| I promise                   | CM：セブン-イレブン「2020年クリスマス」                                  |
| Beating Hearts              | CM：UHA味覚糖「ぷっちょ」2021年春                                        |
| 恋降る月夜に君想ふ          | 映画『かぐや様は告らせたい〜天才たちの恋愛頭脳戦〜ファイナル』主題歌     |
| You are my hero             | CM：セブン-イレブン「2021年クリスマス」                                  |
| Lovin' you                  | CM：コーセーコスメポート「ジュレームiP」                                 |
| 踊るように人生を｡           | 日本テレビ系 シンドラ『受付のジョー』主題歌                              |
| TraceTrace                  | 日本テレビ系 日曜ドラマ『新・信長公記〜クラスメイトは戦国武将〜』主題歌  |
| ツキヨミ                    | TBS系 金曜ドラマ『クロサギ』主題歌                                       |
| 彩り                        | テレビ朝日系 オシドラサタデー『ボーイフレンド降臨!』主題歌               |
| 君とメリークリスマス        | CM：セブン-イレブン「2022年クリスマス」                                  |
| We are young                | 日本テレビ系 シンドラ『すきすきワンワン!』主題歌                         |
| Life goes on                | TBS系 火曜ドラマ『夕暮れに、手をつなぐ』エンディング曲                   |
| Rainbow                     | CM：UHA味覚糖「ぷっちょ 総集編」                                         |
| なにもの                    | 日本テレビ系 日曜ドラマ『だが、情熱はある』エンディングテーマ（#8 - ）   |
| 愛し生きること              | 映画『法廷遊戯』主題歌                                                   |
| MAGIC WORD                  | テレビ朝日系 金曜ナイトドラマ『今日からヒットマン』主題歌                |
| One Sided Love              | CM：健栄製薬「ヒルマイルド」                                             |
| moooove!!                   | テレビ東京系 ドラマプレミア23『95』主題歌                                |
| halfmoon                    | テレビ朝日系 オシドラサタデー『東京タワー』主題歌                        |
| I Will...                   | CM：健栄製薬「ヒルマイルド」Hクリーム大容量・泡フォーム登場篇            |
| HEART                       | 関西テレビ・フジテレビ系 火ドラ★イレブン『御曹司に恋はムズすぎる』主題歌 |
| What We Got〜奇跡はきみと〜 | ミッキーマウスオフィシャルテーマソング                                   |
| I Know                      | TBS系 金曜ドラマ『DOPE 麻薬取締部特捜課』挿入歌                          |

| 曲名                 | タイアップ                                                         |
| -------------------- | ------------------------------------------------------------------ |
| サマー・ステーション | 『テレビ朝日・六本木ヒルズ 夏祭り SUMMER STATION』公式テーマソング |

## 出演
特記なき場合はKing & Princeとして出演

### テレビ番組

#### レギュラー出演
- 真夜中のプリンス（2016年4月10日 - 2018年4月1日、テレビ朝日） - Prince[166]
- KING ステーション（2017年7月1日 - 8月26日[167]、テレビ朝日） - Mr.KING[168]
- ザ少年倶楽部（ - 2021年3月、NHK）[169]
  - ザ少年倶楽部プレミアム （2023年4月 - 2023年10月、NHK BSプレミアム） - MC[170]
  - プレミセ!（2023年11月24日 - 2024年3月15日、NHK BSプレミアム） - MC[171][172][173][174]
- ZIP!（日本テレビ） - 冠コーナー
  - 「King&Prince GINZA DEBUT!」[175]（2018年4月9日 - 7月6日）
  - 「DESHIIRI King & Prince」[176]（2018年7月9日 - 2019年3月29日） - GEM TV Asia（英語版）では未公開シーンも含めて放送[177]。
  - 「King & Prince MEDAL RUSH」[178]（2019年4月1日 - 2020年7月31日）
  - 「解決! King & Prince」[179]（2020年8月31日 -2022年3月28日[180]）
- King & Princeる。（日本テレビ）
  - （2021年5月23日） - 初の地上波冠番組[181]
  - （2022年1月1日） - 元日スペシャル[54]
  - （2022年1月16日 - 2023年5月13日） - レギュラー番組[55][182]
  - （2023年5月20日） - 初のゴールデン2時間スペシャル[182]
- キントレ（2023年7月1日 - 、日本テレビ） - レギュラー番組[183][184]

#### 特別番組
- ジャニーズバーサス!Youたちクイズしちゃいなよ!!（2015年8月7日、テレビ朝日） - メーン特番[185] Mr.King vs Mr.Prince
- Mr.KING VS MissQUEENの青春ダンス!（2016年11月26日、TBS） - Mr.KING[186]
- ジャニーズJr.dex（2017年10月22日 - 2018年3月4日、フジテレビ） - Mr.KING、Prince[187]
- 24時間テレビ 「愛は地球を救う」（日本テレビ）
  - 24時間テレビ44 愛は地球を救う （2021年8月21・22日） - メインパーソナリティー[52]
  - 24時間テレビ48 愛は地球を救う（2025年8月30・31日予定） - チャリティーパートナー[188]

#### NHK紅白歌合戦出場歴
| 年度                                                | 放送回 | 回 | 曲目                                     | 備考                                          |
| --------------------------------------------------- | ------ | -- | ---------------------------------------- | --------------------------------------------- |
| 2018年                                              | 第69回 | 初 | シンデレラガール                         |                                               |
| 2019年                                              | 第70回 | 2  | King & Prince 〜紅白スペシャルメドレー〜 |                                               |
| 2020年                                              | 第71回 | 3  | I promise                                | 先攻トップバッター コーナー出演者としても歌唱 |
| 2021年                                              | 第72回 | 4  | 恋降る月夜に君想ふ                       | 岩橋脱退後初の紅白                            |
| 2022年                                              | 第73回 | 5  | ichiban                                  | 5人体制で最後の出場                           |
| - 曲名の後の（○回目）は紅白で披露された回数を表す。 |        |    |                                          |                                               |

### 配信番組
- King & Prince What We Got 奇跡はきみと（2025年8月1日 - 予定、Disney+）[194]

### CM
- コロプラ「ディズニー ツムツムランド」（2018年4月 - ）[195]
- UHA味覚糖
  - 「ぷっちょ」（2019年3月 - 2023年）[196][197][198]
  - 「Sozaiのまんま コロッケのまんま」（2019年5月6日 - 2019年5月19日[199][200]、2020年7月18日 - ）[201]
- Yahoo! JAPAN
  - 「Yahoo!きせかえ」（2019年3月 - ）[202]
  - 「Yahoo!検索」（2019年8月 - ）[203]
- セブンイレブン
  - 「クリスマスキャンペーン2019」（2019年）[204]
  - 「King & Princeクリスマスキャンペーン」（2020年）[205]
  - 「King & Princeクリスマスキャンペーン」（2021年）[206]
  - 「King & Princeクリスマスキャンペーン」（2022年）[207]
- 任天堂
  - Nintendo Switch「ミートピア」（2021年4月 - ）[208]
  - Nintendo Switch「マリオパーティ スーパースターズ」（2021年10月11日 - ）[209][210]
- Honda「Hondaハート」
  - 「Hondaハート はじまる。」（2021年11月8日 - ）[211]
  - 「Hondaハート 安全技術/安全教育」（2022年12月13日 - ）[212]

### サポーター
- テレビ朝日・六本木ヒルズ 夏祭り SUMMER STATION
  - 2015年応援サポーター（2015年7月18日 - 8月23日） - Mr.King vs Mr.Prince [213]
  - 2016年応援サポーター（2016年7月16日 - 8月28日） - Mr.KING[214]
  - 2017年応援サポーター（2017年7月15日 - 8月27日） - Mr.KING[215]
- Honda「Hondaハート」アンバサダー（2021年11月 - ）

### コンサート・フェス
- ガムシャラ!サマーステーション（2015年7月18日 - 21日・8月2日 - 5日・8月20日、東京・EXシアター六本木）[216]
- サマステ ジャニーズキング（2016年7月20日 - 8月28日、EXシアター六本木） - Mr.KING[217]、Prince[218]
- ジャニーズJr.祭り（2017年3月24日 - 26日、横浜アリーナ / 4月8日 - 9日、さいたまスーパーアリーナ / 5月3日、大阪城ホール） - Mr.KING[219]、Prince[220]
- サマステ 〜君たちが〜KING'S TRASURE（2017年7月20日 - 26日〔Mr.KING〕[221]、7月27日 - 30日〔Prince〕、8月22日 - 27日〔Mr.KING、Prince〕、EXシアター六本木）[222]
- お台場 踊り場 土日の遊び場（2017年10月14日 - 22日〔Mr.KING〕、28日・29日〔Prince〕、お台場湾岸スタジオ特設会場）[223]
- My Princess Your Prince（2017年12月26日 - 29日、品川プリンスホテル クラブeX） - Prince[224]
- ジャニーズカウントダウンライブ
  - ジャニーズカウントダウン 2018-2019（2018年12月31日 - 2019年1月1日、東京ドーム）[225]
  - ジャニーズカウントダウン 2019-2020（2019年12月31日 - 2020年1月1日、東京ドーム）[226]
  - 日本中に元気を!!ジャニーズカウントダウン2020-2021 〜東京の街から歌でつながる生放送〜（2020年12月31日 - 2021年1月1日、東京都内各所）[227] - 完全版をJohnny's netオンラインで有料配信[228]
  - ジャニーズカウントダウン 2021-2022（2021年12月31日 - 2022年1月1日、東京ドーム）[229]
  - ジャニーズカウントダウン2022-2023（2022年12月31日、東京ドーム）[230]
- Johnny's World Happy LIVE with YOU　
  - 無料配信（2020年3月30日 - [231]、YouTube「Johnny's official」チャンネル）
  - 有料配信（2020年6月16日 - 23日[232]、Johnny's netオンライン）
- Johnny's Festival 〜Thank you 2021 Hello 2022〜（2021年12月30日、東京ドーム）[233]
- テレビ朝日ドリームフェスティバル2023（2023年11月3日、幕張メッセ国際展示場1〜4ホール）[234]
- WE ARE! Let's get the party STARTO!!（2024年4月10日、東京ドーム / 5月29日・30日、京セラドーム大阪）[235][236][注釈 18]

### 舞台
- ジャニーズ銀座2015（2015年4月24日-26日・5月30日-6月1日、シアタークリエ）[20] - 平野紫耀、永瀬廉、髙橋海人、岩橋玄樹、神宮寺勇太、岸優太
- JOHNNYS' World（2015年12月11日 - 2016年1月27日、帝国劇場） - Mr.KING[239]
- ジャニーズ銀座 2016（2016年5月12日 - 15日、シアタークリエ） - Prince[240]
- ジャニーズ・フューチャー・ワールド - 平野紫耀（座長）、Prince[241]
  - ジャニーズ・フューチャー・ワールド from帝劇to博多（2016年9月19日 - 30日、博多座）[242]
  - JOHNNYS' Future WORLD（2016年10月8日 - 25日、梅田芸術劇場）
- JOHNNYS' ALL STARS IsLAND（2016年12月3日 - 2017年1月24日、帝国劇場） - Mr.KING、Prince[243]
- JOHNNYS' YOU&ME IsLAND（2017年9月6日 - 30日、帝国劇場） - Mr.KING、Prince[244]
- JOHNNYS' Happy New Year IsLAND（2018年1月1日 - 27日、帝国劇場） - Mr.KING、Prince[245]
- JOHNNYS' King & Prince IsLAND（2018年12月6日 - 2019年1月27日、帝国劇場） - 主演[246][247]

### イベント
- 「テレビ朝日・六本木ヒルズ 夏祭り SUMMER STATION」開幕直前イベント（2015年7月16日、66プラザ） - Mr.King vs Mr.Prince [248]
- “東京ドームに全員集合”みんなにサンキュー！ジャニーズ野球大会（2016年4月13日、東京ドーム） - Mr.KING、Prince[249][250]
- 「テレビ朝日・六本木ヒルズ 夏祭り SUMMER STATION」開幕直前イベント（2016年7月14日、テレビ朝日本社7F屋上テラス） - Mr.KING[251]
- ジャニーズ大運動会2017（2017年4月16日、東京ドーム） - Mr.KING、Prince[252]
- 「テレビ朝日・六本木ヒルズ 夏祭り SUMMER STATION」開幕直前ハイタッチイベント（2017年7月13日、六本木ヒルズアリーナ） - Mr.KING[253]
- デビュー曲発表イベント（2018年3月15日、六本木ヒルズアリーナ）[254]
- デビューイベント（2018年5月26日、お台場パレットプラザ ヴィーナスフォート前屋外広場）[255]
- 「シンデレラガール」発売記念トーク&ハイタッチ イベント（2018年6月20日、豊洲PIT / 6月27日、Zepp Namba）[256]
- King & Prince 5th Anniversary「King & Princeとうちあげ」（2023年11月4日）[257]
- King & Princeとうちあげ花火（2024年4月11日、ZOZOマリンスタジアム / 5月22日、山口きらら博記念公園）[258][259]

### ラジオ
- ジャニーズヒストリー -真夏の夜の夢-（2015年8月11日、NHKラジオ第1放送） - Mr.King vs Mr.Prince[260]

## 書籍

### 写真集
- DREAM KINGDOM（2016年8月31日発売、集英社） - Mr.KING[298]
- Prince Prince Prince（2017年11月28日発売、ワニブックス） - Prince[224]

### カレンダー
- King & Princeカレンダー2019.4→2020.3（2019年3月8日発売、新潮社）[299]
- King & Princeカレンダー2020.4→2021.3（2020年3月6日発売、新潮社）[300]
- King & Prince 2021.4－2022.3 ジャニーズ公式カレンダー（2021年3月5日発売、講談社）[301]
- King & Prince 2022.4－2023.3 オフィシャルカレンダー（2022年3月4日発売、集英社）[302]

### 雑誌連載
- 集英社
  - 『Myojo』
    - 「Kira&Para ドリームランド」（2018年5月号[303] - 2019年9月号[304]）
    - 「きまぐれParfait」[305]（2019年10月号[306] - ）

  - 『non-no』「&（アンド）」（2021年8月号[307] - 2024年7・8月合併号[308]）
- 学研プラス『POTATO』「とれたてKing & Prince」（2018年10月号[309] - 2023年6月号[310][注釈 19]）
- ワニブックス『WiNK UP』「How to King & Prince」[305]
- ホーム社『DUeT』「HUG the King & Prince」[305]